# Karen Wynn Fonstad
Karen Wynn Fonstad (ur. 18 kwietnia 1945 w Oklahoma City w stanie Oklahoma jako Karen Lea Wynn, zm. 11 marca 2005 w Oshkosh w stanie Wisconsin) – amerykańska kartograf. Tworzyła mapy i opisy do najpopularniejszych książek fantastycznych.
Pracowała na Uniwersytecie w Oklahomie. 21 marca 1970 roku wyszła za mąż za Toda Fonstada. Mieli dwójkę dzieci: Dr. Marka Fonstada i Kristine (Kristi) Stingle. Zmarła 11 marca 2005 roku na raka piersi.
Wydała w 1981 roku Atlas Śródziemia, który w 1991 roku ukazał się ponownie w uzupełnionym i poprawionym wydaniu. Ukazywał on geografię i dzieje Śródziemia, zawierał opis i geografię miejsc przedstawionych w Silmarillionie, Hobbicie i Władcy Pierścieni. W Polsce Atlas... ukazał się nakładem wydawnictwa Amber w 1998 roku, później w innym formacie i w innej szacie graficznej Atlas wyszedł w reedycji w 2007 i 2008 roku.